# Hyposmocoma centralis
Hyposmocoma centralis là một loài bướm đêm thuộc họ Cosmopterigidae. Nó là loài đặc hữu của Kauai. The type locality is Lihue, nơi nó được tim thấy ở độ cao 4,000 feet.